# Valtr Komárek
Valtr Komárek (* 10. August 1930 in Hodonín; † 16. Mai 2013 in Prag) war ein tschechischer Ökonom, Prognostiker und Politiker. Er war Ehrenvorsitzender der Tschechischen Sozialdemokratischen Partei. Nach der Samtenen Revolution war Komárek der erste Vizevorsitzende der Regierung Marián Čalfa I. 

## Werdegang
Valtr Komárek wurde als Sohn jüdischer Eltern geboren, seine Eltern überlebten das KZ nicht. Er selbst überlebte das KZ, weil er flüchten konnte und sich dann bis zur Befreiung der Tschechoslowakei versteckt hielt. Nach dem Krieg trat er der KSČ bei und studierte Wirtschaftswissenschaften, u. a. in Moskau. Anschließend war er bei den staatlichen Plankommission der ČSSR tätig. 1964–1967 weilte er in Kuba, wo er unter anderem den amtierenden Industrieminister Che Guevara beriet. Innerhalb der Wirtschaftspolitiker in der KSČ gehörte er zu den Reformern um Ota Šik, die im Zuge der Reformen des Prager Frühlings eine sozialistische Marktwirtschaft durchsetzen wollten. Im Frühjahr 1968 wurde er Generalsekretär des Wirtschaftsrates der ČSSR, 1971 aber nach Niederschlagung des Prager Frühlings zur Zollverwaltung versetzt. 1978 wurde er wissenschaftlicher Mitarbeiter bei der Akademie der Wissenschaften und 1984 Direktor des Prognostischen Amtes der Akademie der Wissenschaften. Hier arbeitete er u. a. mit dem späteren tschechischen Staatspräsidenten Miloš Zeman zusammen.
Im Zuge der samtenen Revolution wurde er im Dezember 1989 zum Vizeregierungschef in der tschechoslowakischen Übergangsregierung unter Marián Čalfa berufen (Regierung Marián Čalfa I), die bis zu den ersten freien Parlamentswahlen 1990 amtierte. Komárek trat aus der KSČ aus und wurde 1990 für das Občanské fórum (Bürgerforum) ins tschechoslowakische Parlament gewählt. 1991 trat er im Zuge der Auflösung des Bürgerforums als Abgeordneter in die sozialdemokratische ČSSD ein und wurde Spitzenkandidat der Partei bei den tschechoslowakischen Parlamentswahlen 1992, bei dem er sein Mandat  verteidigen konnte. Im Zuge der Auflösung der Tschechoslowakei zum 1. Januar 1993 erlosch das Mandat. Komárek zog sich daraufhin aus dem politischen Leben zurück. 2011 wurde er zum Ehrenvorsitzenden der ČSSD gewählt.
Komárek verstarb am 16. Mai 2013 nach Komplikationen nach einer Herzoperation in Prag.